# Трихибридно укрштање
Трихибридно укрштање у генетици је укрштање у коме се прати наслеђивање три особине под контролом три слободна гена. Потомци у односу на три особине представљају хибриде (трихибриди). 
Родитељи су хомозиготи за сва три гена и то тако што је:
- један родитељ са свим доминантним алелима AABBCC;
- други родитељ је са свим рецесивним алелима aabbcc.

У F1 генерацији су сви потомци хетерозиготи за сва три гена (трихибриди), AaBbCc, и имају изражене све три доминантне особине. Ове јединке могу да образују 2³ = 8 (према формули 2n, где је n број хетерозиготних гена у датом генотипу) типова гамета према комбинацијама алела које садрже. То су следеће комбинације: ABC, ABc, Abc, AbC, aBC,abC,aBc, abc.
Међусобним укрштањем јединки F1 генерације образује се F2 генерација.